# TNS NIPO
TNS NIPO is een Nederlands opinieonderzoeksbureau.

## Geschiedenis
Het NIPO werd in september 1945 opgericht als Nederlandsch Instituut voor Publieke Opinie door Wim de Jonge en Jan Stapel. Later veranderde de spelling naar Nederlands. In 1999 sloot NIPO zich aan bij Taylor Nelson Sofres, waarna de naam veranderde in het huidige TNS NIPO. 
Eind 2008 werd TNS onderdeel van de Britse Kantar Group. Begin 2009 integreerde de nieuwe eigenaar TNS NIPO en Research International.  In Nederland ging het nieuwe bureau verder onder de naam TNS NIPO.
In september 2016 is de tak van TNS NIPO die zich richt op de overheidsmarkt verder gegaan onder de merknaam Kantar Public. Het onderdeel van TNS NIPO dat zich richt op de commerciële klanten heet vanaf dat moment Kantar TNS. Vanaf april 2019 gaan de merken Kantar TNS, Kantar Public, Kantar Millward Brown, Kantar Media, Kantar Consulting en Lightspeed allemaal verder als Kantar.

### Radar
In 2009 kwam TNS NIPO negatief in het nieuws nadat uit onderzoek van het programma Tros Radar gebleken was dat TNS NIPO een onderzoeksopdracht had geaccepteerd, waarvan het wist dat de uitkomsten daarvan zouden worden gebruikt om de vraag naar een bepaald type medicijn te laten toenemen. De farmaceutische industrie zou deze methode hanteren om de omzet te verhogen door gebruik te maken van het gezag dat uitgaat van onderzoeksresultaten van TNS NIPO en de bereidwilligheid van de media over deze resultaten te berichten.
In een reactie liet TNS NIPO weten het niet de taak van het onderzoeksbureau is "uit te maken wiens agenda fatsoenlijk is en wiens agenda abject", dat het onderzoek serieus was, en dat het onderzoeken uitvoert voor alle partijen, maar geen uitslagen op bestelling levert.
In 2015 kwam TNS NIPO wederom negatief in het nieuws nadat het programma Tros Radar geconstateerd had dat er suggestieve vraagstelling werd gebruikt in een onderzoek betreffende statiegeld/afvalinzameling.

## Methoden
TNS NIPO heeft een database met duizenden gescreende respondenten. Voor ieder onderzoek neemt het bureau een selectie uit die database en legt het aan deze selectie de onderzoeksvragen voor. Er wordt naar gestreefd respondenten ongeveer eens in de zes weken te ondervragen.
TNS NIPO kent vijf methodes van onderzoek:
- CATI: computer-assisted telephone interviewing
- CAPI: computer-assisted personal interviewing (door enquêteur)
- CASI: computer-assisted self interviewing (respondent ontvangt vragenlijst via modem)
- CAWI: computer-assisted web interviewing (respondent bezoekt site)
- Kwalitatief onderzoek

Afhankelijk van het onderwerp en doelgroep wordt gekozen voor de geschiktste onderzoeksvorm.

## Politieke opiniepeilingen
In het verkiezingsjaar 2006 hield TNS NIPO zich ook bezig met opiniepeilingen naar het stemgedrag voor de Tweede Kamer, "De Stemming" geheten.
De uitslagen hiervan werden door de tv-zender RTL 4 geregeld op de televisie uitgezonden.